# Cispius
Cispius is een geslacht van spinnen uit de  familie van de kraamwebspinnen (Pisauridae).

## Soorten
- Cispius affinis Lessert, 1916
- Cispius bidentatus Lessert, 1936
- Cispius kimbius Blandin, 1978
- Cispius maruanus (Roewer, 1955)
- Cispius problematicus Blandin, 1978
- Cispius simoni Lessert, 1915
- Cispius strandi Caporiacco, 1947
- Cispius tanganus Roewer, 1955
- Cispius thorelli Blandin, 1978
- Cispius variegatus Simon, 1898